# Irina Seljutina
Irina Gennadjewna Seljutina (russisch Ирина Геннадьевна Селютина; * 7. November 1979 in Alma-Ata, Sowjetunion) ist eine ehemalige kasachische Tennisspielerin.

## Karriere
In ihrer Karriere gewann sie insgesamt drei Doppeltitel auf der WTA Tour, außerdem gelangen ihr auf ITF-Ebene sieben Turniersiege im Einzel und zwanzig im Doppel.
Im April 1995 hatte sie drei Einsätze für die kasachische Fed-Cup-Mannschaft. In der ersten Begegnung gegen Neuseeland gewann sie sowohl ihr Einzel als auch ihr Doppel; ihre vier weiteren Partien (gegen Südkorea und Thailand) gingen verloren.

## Turniersiege

### Doppel
| Nr. | Datum           | Turnier  | Kategorie    | Belag     | Partnerin          | Finalgegnerinnen                      | Ergebnis  |
| --- | --------------- | -------- | ------------ | --------- | ------------------ | ------------------------------------- | --------- |
| 1.  | 9. Mai 1999     | Warschau | WTA Tier IVb | Sand      | Cătălina Cristea   | Amélie Cocheteux Janette Husárová     | 6:1, 6:2  |
| 2.  | 12. Januar 2002 | Canberra | WTA Tier V   | Hartplatz | Nannie de Villiers | Samantha Reeves Adriana Serra Zanetti | 6:2, 6:3  |
| 3.  | 7. April 2002   | Porto    | WTA Tier IV  | Sand      | Cara Black         | Kristie Boogert Magüi Serna           | 7:66, 6:4 |